# Homoneura anthrax
Homoneura anthrax är en tvåvingeart som beskrevs av Malloch 1927. Homoneura anthrax ingår i släktet Homoneura och familjen lövflugor. Inga underarter finns listade i Catalogue of Life.